# Yamamoto Ren (1999)
Yamamoto Ren (sinh ngày 8 tháng 5 năm 1999) là một cầu thủ bóng đá người Nhật Bản.

## Sự nghiệp câu lạc bộ
Yamamoto Ren hiện đang chơi cho Tochigi SC.